# Dino Cappa
Vito Cappa, noto come Dino Cappa o Dino Kappa (Candela, 25 giugno 1948), è un bassista e arrangiatore italiano.

## Biografia
È vissuto sin dall'infanzia a Torino. Inizia a studiare la fisarmonica da bambino e poi il basso a 15 anni. A 16 anni, a Torino, forma la sua prima band, gli Sparvieri; entra poi nei Roll's 33, con cui fa i primi tour nazionali.
Nel 1972 si trasferisce a Roma, entra nella formazione degli Stump: con loro ha la possibilità di incidere un 33 giri per la RCA, nelle vesti di backing band per i Four Kents, un quartetto vocale formato da soldati americani di stanza alla base della Caserma Ederle. I Four Kents, che fino a poco prima si erano espressi con una fusione tra R&B e beat, rimescolano le carte assieme al talento strumentale degli Stump, ribattezzandosi Sage e indirizzando il proprio sound verso la fusione di soul, rock e progressive tipica di band come i Chicago o gli If. L'album viene intitolato Emancipated, ma riceve una promozione e distribuzione praticamente inesistente. Terminata l'attività nella band, entra nel gruppo jazz-rock Libra, di cui fa parte dal 1974 al 1977.
Nel frattempo inizia la sua carriera da session man: suona in dischi e concerti di diversi artisti pop italiani: Rino Gaetano, Mia Martini, Loredana Bertè, Patty Pravo, Rita Pavone, Alan Sorrenti, Riccardo Cocciante, Gianni Morandi, Goran Kuzminac, Nada, Ivan Cattaneo, Fiorella Mannoia, Renato Zero, Nino D'Angelo.
Nel 1979 ha pubblicato il 45 giri La sfinge/Lo so, mamma. Negli anni ottanta entra nell'orchestra di Nini Rosso con la quale intraprende diversi tour mondiali. Contemporaneamente lavora come arrangiatore per la Rai in diversi programmi. Del 1990 è il primo cd a proprio nome, Summit, sospeso tra jazz e atmosfere mediterranee. Con il gruppo Canto libero nel 2002 ha portato in tour le canzoni di Lucio Battisti.

## Discografia
- 1972: Emancipated - Sage (feat. Stump) lp
- 1974: Musica e parole - Libra lp
- 1974: Adriano Monteduro & Reale Accademia Di Musica - Adriano Monteduro & Reale Accademia Di Musica lp
- 1975: Libra - Libra lp
- 1976: Winter Day's Nightmare - Libra lp
- 1978: Miss Italia - Patty Pravo lp
- 1978: La Montanara - Schola Cantorum 45giri
- 1978: Old Parade Morandi - Gianni Morandi lp
- 1978: Strade - Federico Troiani lp
- 1978: La Befana trullalà - Gianni Morandi 45giri
- 1979: ...E io canto - Riccardo Cocciante lp
- 1979: La Sfinge - DinoKappa 45giri
- 1979: La Felicità - Schola Cantorum 45giri
- 1979: Abbracciamoci - Gianni Morandi 45giri
- 1979: Dolce più dolce - Nada lp
- 1979: Indianapolis - Milk and Coffee lp
- 1979: Santamaria - Oliver Onions lp
- 1979: Amerika - Christian De Sica 45giri
- 1979: Disco Bambina - Disco mix Heather Parisi 45giri
- 1979: L'ape Magà sigla cartone animato 45giri
- 1980: Q Disk - Nino Buonocore lp
- 1980: Walter Martino lp
- 1980: R. P. '80 - Rita Pavone lp
- 1980: Tamagon risolvetutto - Superobots sigla cartone animato 45giri
- 1980: In alto mare - Loredana Bertè lp
- 1980: Ehi ci stai - Goran Kuzminac 45giri
- 1980: E io ci sto - Rino Gaetano lp
- 1980: Tregua - Renato Zero lp
- 1980: Siamo meridionali - Mimmo Cavallo lp
- 1981: Non sono in vendita - Viola Valentino 45giri
- 1981: Alunni del Sole lp
- 1981: Pianeta Isabel - Claudio Simonetti lp
- 1981: Duemila60 Italian Graffiati - Ivan Cattaneo lp
- 1981: Uh, mammà! - Mimmo Cavallo lp
- 1981: Romantic 14 - Pino Calvi lp
- 1982: Cigarette and Coffee - Scialpi lp
- 1982: Capitan Jet sigla cartone animato 45giri
- 1982: Renato Carosone Collection - Renato Carosone lp
- 1982: Q Concert - Marco Ferradini, Mario Castelnuovo e Goran Kuzminac lp
- 1982: Stancami stancami musica - Mimmo Cavallo lp
- 1982: Oceania/Sangue fragile - Mario Castelnuovo 45giri
- 1982: Sette fili di canapa - Mario Castelnuovo lp
- 1982: Allright - Vivien Vee 45giri
- 1982: Con quella faccia da italiano - Ombretta Colli lp
- 1982: Prestigiatore - Collage 45giri
- 1983: Trasparente - Little Tony 45giri
- 1983: Torneranno gli angeli - Fiorella Mannoia 45giri
- 1983: Hello Music - DinoKappa disco mix 45giri
- 1993: Tiempo - Nino D'Angelo lp

### Partecipazione ad incisioni di altri artisti
- 1972: Hunka Munka, Dedicato a Giovanna G.
- 1973: Renato Zero, No! Mamma, no!
- 1976: Mia Martini, Che vuoi che sia se ti ho amato tanto
- 1977: Alan Sorrenti, Figli delle stelle
- 1977: Gino D'Eliso, Ti ricordi Vienna? lp
- 1977: Libra, Schock (Transfert-Suspense-Hypnos) lp
- 1977: The Pencil, Disco Inferno 45giri
- 1977: Sergio Caputo 45giri
- 1977: Franco Micalizzi (Disco dance) lp
- 1978: Paolo Frescura, Paolo Frescura
- 1978: Patty Pravo, Miss Italia
- 1980: Loredana Bertè, Loredanabertè (tranne Un po' di tutto, Dicembre e Diverse libertà)
- 1980: Rino Gaetano, E io ci sto (solo in Ping Pong, Michele 'o pazzo è pazzo davvero - anche arrangiamento ritmico - e Sombrero)
- 1981: I Re Magi, W i Re Magi
- 1981: Russell Russell, Russell Russell (anche arrangiamenti in Buonasera signorina, Low Down e Love Is Here)
- 1982: Mario Castelnuovo, Sette fili di canapa
- 1982: Flavio Giurato, Il tuffatore
- 1983: Ernesto Bassignano, D'Essay
- 1991: Formula 3, King Kong
- 2005: Tony Braschi, Rock Blues Explosion
- 2024: Davide Matrisciano, Libidal

### Solista
- 1979: La sfinge/Lo so, mamma (singolo-45 giri) - QSP 1025 Pull
- 1990: Summit